# محمد بن إدريس الشافعي
أبو عبد الله محمد بن إدريس الشافعيّ المُطَّلِبِيّ القُرَشِيّ . (150 هـ - 204 هـ / 767م - 820م) هو ثالث الأئمة الأربعة عند أهل السنة والجماعة، وصاحب المذهب الشافعي في الفقه الإسلامي، ومؤسس علم أصول الفقه، وهو أيضاً إمام في علم التفسير وعلم الحديث، وقد عمل قاضياً فعُرف بالعدل والذكاء. وإضافةً إلى العلوم الدينية، كان الشافعي فصيحاً شاعراً، ورامياً ماهراً، ورحّالاً مسافراً. أكثرَ العلماءُ من الثناء عليه، حتى قال فيه الإمام أحمد: «كان الشافعي كالشمس للدنيا، وكالعافية للناس».
وُلد الشافعيُّ بغزة عام 150 هـ، وانتقلت به أمُّه إلى مكة وعمره سنتان، فحفظ القرآن الكريم وهو ابن سبع سنين، وحفظ الموطأ وهو ابن عشر سنين، ثم أخذ يطلب العلم في مكة حتى أُذن له بالفتيا وهو فتىً دون عشرين سنة. هاجر الشافعي إلى المدينة المنورة طلباً للعلم عند الإمام مالك بن أنس، ثم ارتحل إلى اليمن وعمل فيها، ثم ارتحل إلى بغداد سنة 184 هـ، فطلب العلم فيها عند القاضي محمد بن الحسن الشيباني، وأخذ يدرس المذهب الحنفي، وبذلك اجتمع له فقه الحجاز (المذهب المالكي) وفقه العراق (المذهب الحنفي). عاد الشافعي إلى مكة وأقام فيها تسع سنوات تقريباً، وأخذ يُلقي دروسه في الحرم المكي، ثم سافر إلى بغداد للمرة الثانية، فقدِمها سنة 195 هـ، وقام بتأليف كتاب الرسالة الذي وضع به الأساسَ لعلم أصول الفقه، ثم سافر إلى مصر سنة 199 هـ. وفي مصر، أعاد الشافعي تصنيف كتاب الرسالة الذي كتبه للمرة الأولى في بغداد، كما أخذ ينشر مذهبه الجديد، ويجادل مخالفيه، ويعلِّم طلابَ العلم، حتى توفي في مصر سنة 204 هـ.

## نسبه
- هو «أبو عبد الله، محمد بن إدريس بن العباس بن عثمان بن شافع بن السائب بن عبيد بن عبد يزيد بن هاشم بن المطلب بن عبد مناف بن قصي بن كلاب بن مرة بن كعب بن لؤي بن غالب بن فهر بن مالك بن النضر وهو قريش بن كنانة بن خزيمة بن مدركة بن إلياس بن مضر بن نزار بن معد بن عدنان الشافعيّ المطَّلِبيّ القرشيّ».[8][9]

يجتمع مع الرسولِ محمدٍ في عبد مناف بن قصي، وقيل: «وهو ابن عم النبي محمد، وهو ممن تحرم عليه الصدقةُ من ذوي القربى الذين لهم سهم مفروض في الخُمس، وهم بنو هاشم وبنو المطلب».
أما نسبه من جهة أمه ففيه قولان:
- الأول: أنها أزدية يمنية، واسمها فاطمة بنت عبد الله الأزدية،[11] وهو القول الصحيح المشهور الذي انعقد عليه الإجماع، وكل الروايات التي رُويت عن الشافعي في نسبه تذكر على لسانه أن أمَّه من الأزد.[12]
- الثاني: أنها قرشية علوية، أي من نسل علي بن أبي طالب، وهذه الرواية شاذةٌ تخالف الإجماع، وقد قال فخر الدين الرازي في هذا المقام: «وأما نسب الشافعي من جهة أمه ففيه قولان: الأول وهو شاذ رواه الحاكم أبو عبد الله الحافظ، وهو أن أم الشافعي رضيَ الله تعالى عنه هي فاطمة بنت عبد الله بن الحسين بن علي بن أبي طالب كرم الله وجهه، والثاني المشهور أنها من الأزد».[13]

## مولده ونشأته

### مولده
ولد الشافعي بغزة في بلاد الشام سنة 150 هـ، وعلى ذلك اتفق رأي الجمهرة الكبرى من مؤرخي الفقهاء وكاتبي طبقاتهم، ولكن وُجد بجوار هذه الرواية من يقول: إنه وُلد بعسقلان بالقرب من غزة، بل وُجد من يتجاوز الشام إلى اليمن، فيقول: إنه وُلد باليمن.

غزة عام 1862 م.
وُلد الشافعي بغزة عام 150 هـ، وحملته أمه إلى مكة عندما كان عمره سنتين.

وسبب هذا الاختلاف أنه قد روي عن الشافعي ثلاثُ روايات هي:
1. أنه وُلد بغزة، فعن محمد بن عبد الله بن عبد الحكم أنه قال: قال لي محمد بن إدريس الشافعي رضي الله عنه: «ولدت بغزة سنة خمسين (يعني: خمسين ومائة)، وحُملت إلى مكة وأنا ابن سنتين».[15]
2. أنه وُلد بعسقلان، فعن عمرو بن سواد أنه قال: قال لي الشافعي رضيَ الله عنه: «ولدت بعسقلان، فلما أتى علي سنتان حملتني أمي إلى مكة، وكانت نهمتي في شيئين، في الرمي وطلب العلم، فنلت من الرمي حتى كنت أصيب من العشرة عشرة»، وسكتَ عن العلم، فقلت له: «أنت والله في العلم أكثر منك في الرمي».[15][16]
3. أنه وُلد باليمن، فعن عبد الرحمن بن أبي حاتم أنه قال: سمعت محمداً بن إدريس يقول: ولدت باليمن، فخافت أمي علي الضيعة، وقالت: «ألْحِقْ بأهلك فتكون مثلهم، فإني أخاف أن يُغلب على نسبك»، فجهزتني إلى مكة، فقدِمتها وأنا ابن عشر أو شبهِها، فصرت إلى نسيب لي، وجعلت أطلب العلم، فيقول لي: «لا تعجل بهذا وأقبل على ما ينفعك»، فجعلت لذتي في هذا العلم وطلبه حتى رزق الله منه ما رزق.[17][18] قال الإمام الذهبي: «قوله: «باليمن» غلط، إلا أن يريد به القبيلة، وهذا محتملٌ لكن خلافُ الظاهر».[15]

وقد حاول العلماء الجمع بين هذه الروايات، قال ابن كثير: «فهذه ثلاث روايات في بلد مولده، والمشهور أنه ولد بغزة، ويُحتمل أنها بعسقلان التي هي قريب من غزة، ثم حُمل إلى مكة صغيراً، ثم انتقلت به أمه إلى اليمن، فلما ترعرع وقرأ القرآن بعثت به إلى بلد قبيلته مكة فطلب بها الفقه، والله أعلم». وقال الحافظ ابن حجر في الجمع بين الروايات السابقة: «والذي يجمع بين الأقوال: أنه ولد بغزة عسقلان، لأن عسقلان هي الأصل في قديم الزمان، وهي وغزة متقاربتان، وعسقلان هي المدينة. ولما بلغ سنتين حوَّلته أمُّه إلى الحجاز ودخلت به إلى قومها، وهم من أهل اليمن لأنها كانت أزدية، فنزلت عندهم، فلما بلغ عشراً خافت على نسبه الشريف أن يُنسى ويضيعَ فحوَّلته إلى مكة».
وأما زمان مولده: فقد اتفقت الروايات على أنه ولد سنة 150 هـ، وهو العام الذي توفي فيه الإمام أبو حنيفة، وقيل: «ولد في اليوم الذي توفي فيه أبو حنيفة»، إلا أن ابن كثير قال: «ولا يكاد يصح هذا ويتعسر ثبوته جداً».

### نشأته
نشأ الشافعي في أسرة فقيرة كانت تعيش في فلسطين، وكانت مقيمة بالأحياء اليمنية منها، وقد مات أبوه وهو صغير، فانتقلت به أمُّه إلى مكة وعمره عامين خشية أن يضيع نسبه الشريف، وذلك ليقيمَ بين ذويه، ويتثقفَ بثقافتهم، ويعيشَ بينهم، ويكونَ منهم.

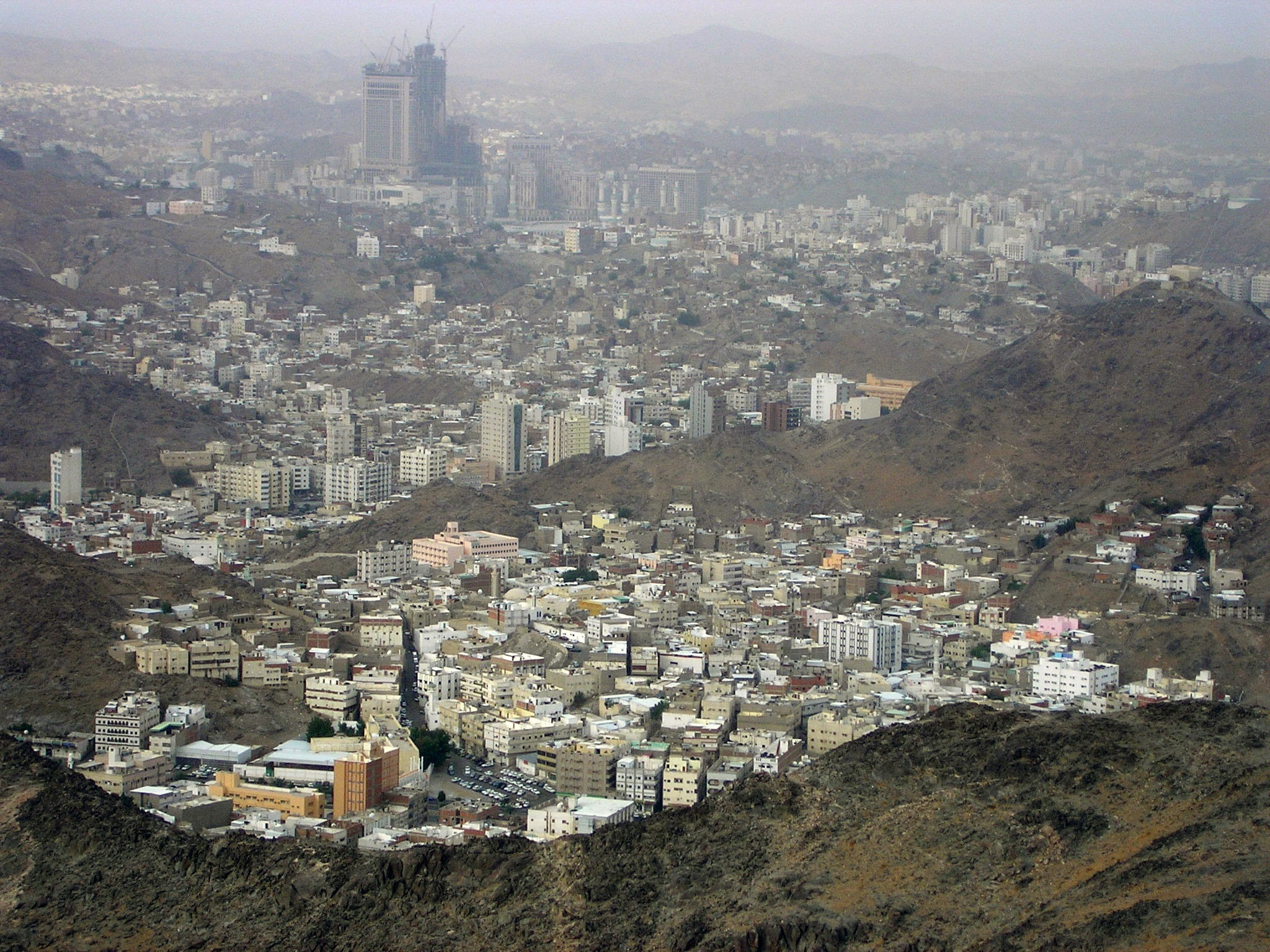
منظر عام لمكة، حيث نشأ الشافعي وترعرع.

عاش الشافعي في مكة عيشة اليتامى الفقراء، مع أن نسبه كان رفيعاً شريفاً، بل هو أشرف الأنساب عند المسلمين، ولكنه عاش عيشة الفقراء إلى أن استقام عودُه، وقد كان لذلك أثرٌ عظيمٌ في حياته وأخلاقه.
حفظ الشافعي القرآن الكريم وهو في السابعة من عمره، مما يدل على ذكائه وقوة حفظه، ثم اتجه إلى حفظ الحديث النبوي، فحفظ موطأ الإمام مالك، قال الشافعي: «حفظت القرآن وأنا ابن سبع سنين، وحفظت الموطأ وأنا ابن عشر سنين».
وكان الشافعي يستمع إلى المحدِّثين، فيحفظ الحديث بالسمع، ثم يكتبه على الخزف أو الجلود، وكان يذهب إلى الديوان يستوعب الظهور ليكتب عليها، والظهور هي الأوراق التي كُتب في باطنها وتُرك ظهرها أبيضًا، وذلك يدل على أنه أحب العلم منذ نعومة أظفاره. قال الشافعي: «لم يكن لي مال، فكنت أطلب العلم في الحداثة، أذهب إلى الديوان أستوهب منهم الظهور وأكتب فيها»، وقال: «طلبت هذا الأمر عن خفة ذات اليد، كنت أجالس الناس وأتحفظ، ثم اشتهيت أن أدون، وكان منزلنا بمكة بقرب شِعب الخَيْف، فكنت آخذ العظام والأكتاف فأكتب فيها، حتى امتلأ في دارنا من ذلك حبان».
وروي عنه أيضاً أنه قال: «كنت يتيماً في حجر أمي، ولم يكن معها ما تعطي المعلم، وكان المعلم قد رضي من أمي أن أخلفه إذا قام، فلما ختمت القرآن دخلت المسجد، وكنت أجالس العلماء، فأحفظ الحديث أو المسألة، وكان منزلنا بمكة في شِعب الخَيْف، فكنت أنظر إلى العظم فأكتب فيه الحديث أو المسألة، وكانت لنا جرة عظيمة، إذا امتلأ العظم طرحته في الجرة».

### رحلته إلى البادية
إضافةً إلى حفظ القرآن الكريم والأحاديث النبوية، اتجه الشافعي إلى التفصُّح في اللغة العربية، فخرج في سبيل هذا إلى البادية، ولازم قبيلة هذيل، قال الشافعي: «إني خرجت عن مكة، فلازمت هذيلاً بالبادية، أتعلم كلامها، وآخذ طبعها، وكانت أفصح العرب، أرحل برحيلهم، وأنزل بنزولهم، فلما رجعت إلى مكة جعلت أنشد الأشعار، وأذكر الآداب والأخبار». ولقد بلغ من حفظه لأشعار الهذليين وأخبارهم أن الأصمعي الذي له مكانة عالية في اللغة قال: «صححت أشعار هذيل على فتى من قريش يقال له محمد بن إدريس».
إن القبيلة التي ضوى إليها الشافعي هي هذيل، وهم يوصفون بأنهم أفصحُ العرب، قال مصعب بن عبد الله الزبيري: قرأ علي الشافعي رضيَ الله عنه أشعار هذيل حفظاً ثم قال: «لا تخبر بهذا أهل الحديث فإنهم لا يحتملون هذا»، قال مصعب: وكان الشافعي رضيَ الله عنه يسمر مع أبي من أول الليل حتى الصباح ولا ينامان، قال: وكان الشافعي رضيَ الله عنه في ابتداء أمره يطلب الشعر، وأيام الناس، والأدب، ثم أخذ في الفقه بعد، قال: وكان سبب أخذه أنه كان يسير يوماً على دابة له، وخلْفه كاتبٌ لأبي، فتمثل الشافعي رضيَ الله عنه بيت شعر، فقرعه كاتبُ أبي بسوطه ثم قال له: «مثلك يذهب بمروءته في مثل هذا، أين أنت من الفقه؟»، فهزه ذلك، فقصد لمجالسة الزنجي بن خالد مفتي مكة، ثم قدم علينا فلزم مالك بن أنس رحمَه الله.

### عودته إلى مكة والإذن له بالإفتاء
لما عاد الشافعي إلى مكة تابعَ طلبَ العلم فيها على من كان فيها من الفقهاء والمحدثين، فبلغ مبلغاً عظيماً، حتى أذن له مسلم بن خالد الزنجي مفتي مكة بالفتيا، فقد روي عن مسلم بن خالد الزنجي أنه قال للشافعي: «أفت يا أبا عبد الله، فقد والله آن لك أن تفتي»، وهو ابن خمس عشرة سنة، وقيل: وهو ابن ثماني عشرة سنة، وقيل: وهو ابن دون عشرين سنة.

## رحلته في طلب العلم

### رحلته إلى المدينة المنورة
لما انتشر اسم إمام المدينة مالك بن أنس في الآفاق، وتناقلته الركبان، وبلغ مبلغاً عظيماً في العلم والحديث، سمت همة الشافعي إلى الهجرة إلى المدينة المنورة في طلب العلم. ومما روي عن الشافعي في هذا المقام أنه قال: «فارقت مكة وأنا ابن أربع عشرة سنة، لا نبات بعارضي من الأبطح إلى ذي طوى، فرأيت ركباً فحملني شيخ منهم إلى المدينة، فختمت من مكة إلى المدينة ست عشرة ختمة، ودخلت المدينة يوم الثامن بعد صلاة العصر، فصليت العصر في مسجد رسول الله ﷺ، ولذت بقبره، فرأيت مالك بن أنس رحمه الله متزراً ببردة متشحاً بأخرى، يقول: «حدثني نافع عن ابن عمر عن صاحب هذا القبر»، يضرب بيده قبر رسول الله ﷺ، فلما رأيت ذلك هبته الهيبة العظيمة».

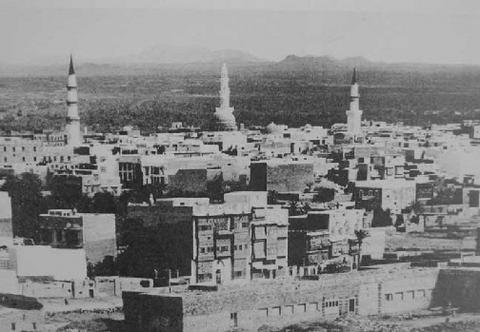
منظر عام للمدينة المنورة، حيث هاجر الشافعي وتعلم على يدي إمامها مالك بن أنس.

وذهب الشافعي إلى الإمام مالك، فلما رآه الإمامُ مالكٌ قال له:
| محمد بن إدريس الشافعي | يا محمدٌ اتق الله، واجتنب المعاصي، فإنه سيكون لك شأن من الشأن، إن الله قد ألقى على قلبك نوراً، فلا تطفئه بالمعصية. | محمد بن إدريس الشافعي |

ثم قال له: «إذا ما جاء الغد تجيء ويجيء ما يقرأ لك». يقول الشافعي: «فغدوت عليه وابتدأت أن أقرأ ظاهراً، والكتاب في يدي، فكلما تهيبت مالكاً وأردت أن أقطع، أعجبه حسن قراءتي وإعرابي، فيقول: «يا فتى زد»، حتى قرأته عليه في أيام يسيرة».
وقد روي عن الشافعي أنه قال: قدمت على مالكٍ وقد حفظت الموطأ ظاهراً، فقلت: «إني أريد أن أسمع الموطأ منك»، فقال: «اطلب من يقرأ لك»، وكررت عليه فقلت: «لا، عليك أن تسمع قراءتي، فإن سهل عليك قرأت لنفسي»، قال: «اطلب من يقرأ لك»، وكررت عليه، فقال: «اقرأ»، فلما سمع قراءتي قال: «اقرأ»، فقرأت عليه حتى فرغت منه. وحكى الإمام أحمد عن الشافعي أنه قال: «أنا قرأت على مالك وكانت تعجبه قراءتي»، قال الإمام أحمد: «لأنه كان فصيحاً»، وقال ابن كثير: «وكذلك كان حسن الصوت بتلاوة القرآن».
وفي رواية أخرى عن الشافعي أنه قال: وقدمت على مالك وقد حفظت الموطأ، فقال لي: «أحضر من يقرأ لك»، فقلت: «أنا قارئ»، فقرأت الموطأ حفظاً، فقال: «إن يك أحدٌ يفلح فهذا الغلام».
وبعد أن روى الشافعي عن الإمام مالك موطأه لزمه يتفقهُ عليه، ويدارسُه المسائلَ التي يفتي فيها الإمام، إلى أن مات الإمامُ سنة 179 هـ، وقد بلغ الشافعي شرخ الشباب، ويظهر أنه مع ملازمته للإمام مالك كان يقوم برحلات في البلاد الإسلامية يستفيد منها، ويتعلم أحوال الناس وأخبارهم، وكان يذهب إلى مكة يزور أمه ويستنصح بنصائحها. وكان الشافعي يقرأ القرآن وفقاً لقراءة ابن كثير المكي.

### رحلته إلى اليمن وولايته بأرض نجران
لما مات الإمام مالك، وأحس الشافعي أنه نال من العلم أشطراً، وكان إلى ذلك الوقت فقيراً، اتجهت نفسه إلى عمل يكتسب منه ما يدفع حاجته، ويمنع خصاصته، وصادف في ذلك الوقت أن قدم إلى مكة المكرمة والي اليمن، فكلمه بعض القرشيين في أن يصحبه الشافعي، فأخذه ذلك الوالي معه، ويقول الشافعي في ذلك: «ولم يكن عند أمي ما تعطيني ما أتحمل به، فرهنت داراً فتحملت معه، فلما قدمنا عملت له على عمل»، وفي هذا العمل تبدو مواهب الشافعي، فيشيع ذكرُه عادلاً ممتازاً، ويتحدث الناس باسمه في بطاح مكة. ولما تولى الشافعي ذلك العمل أقام العدل، وكان الناس يصانعون الولاة والقضاة ويتملقونهم، ليجدوا عندهم سبيلاً إلى نفوسهم، ولكنهم وجدوا في الشافعي عدلاً لا سبيل إلى الاستيلاء على نفسه بالمصانعة والملق، ويقول هو في ذلك: «وليت نجران وبها بنو الحارث بن عبد المدان، وموالي ثقيف، وكان الوالي إذا أتاهم صانعوه، فأرادوني على نحو ذلك فلم يجدوا عندي».

### رحلته إلى بغداد ومحنته
لما نزل الشافعي باليمن، ومن أعمالها نجران، كان بها والٍ ظالم، فكان الشافعي يأخذ على يديه، أي ينصحه وينهاه، ويمنع مظالمه أن تصل إلى من تحت ولايته، وربما نال الشافعي ذلك الوالي بالنقد، فأخذ ذلك الوالي يكيد له بالدس والسعاية والوشاية. وفي ذلك الزمانِ الذي كان فيه الحكمُ للعباسيين، كان العباسيون يُعادون خصومَهم العلويين، لأنهم يُدلون بمثل نسبهم، ولهم من رحم الرسول محمد ما ليس لهم، فإذا كانت دولة العباسيين قامت على النسب، فأولئك يَمُتُّون بمثله، وبرحم أقرب، ولذا كانوا إذا رأوا دعوة علوية قضوا عليها وهي في مهدها، ويقتلون في ذلك على الشبهة لا على الجزم واليقين، إذ يرون أن قتل بريء يستقيم به الأمر لهم، أولى من ترك مُتَّهمٍ يَجوز أن يُفسد الأمنَ عليهم.
جاء والي نجران العباسيين من هذه الناحية، واتهم الشافعي بأنه مع العلوية، فأرسل إلى الخليفة هارون الرشيد: «إن تسعة من العلوية تحرَّكوا»، ثم قال في كتابه: «إني أخاف أن يخرجوا، وإن ها هنا رجلاً من ولد شافع المطلبي لا أمر لي معه ولا نهي»، وقيل أنه قال في الشافعي: «يعمل بلسانه ما لا يقدر عليه المقاتل بسيفه»، فأرسل الرشيد أن يَحضرَ أولئك النفرُ التسعةُ من العلوية ومعهم الشافعي. ويقال أنه قتل التسعة، ونجا الشافعي؛ بقوة حجته، وشهادة القاضي محمد بن الحسن الشيباني، أما قوة حجته فكانت بقوله للرشيد وقد وجه إليه التهمةَ بين النطع والسيف: «يا أمير المؤمنين، ما تقول في رجلين أحدهما يراني أخاه، والآخر يراني عبده، أيهما أحب إلي؟»، قال: «الذي يراك أخاه»، قال: «فذاك أنت يا أمير المؤمنين، إنكم ولد العباس، وهم ولد علي، ونحن بنو المطلب، فأنتم ولد العباس تروننا إخوتكم، وهم يروننا عبيدهم».
وأما شهادة محمد بن الحسن الشيباني فذلك لأن الشافعي استأنس لما رآه في مجلس الرشيد عند الاتهام، فذكر بعد أن ساق ما ساق أن له حظاً من العلم والفقه، وأن القاضي محمداً بن الحسن يعرف ذلك، فسأل الرشيدُ محمداً، فقال: «له من العلم حظٌ كبير، وليس الذي رُفع عليه من شأنه»، قال: «فخذه إليك حتى انظرَ في أمره»، وبهذا نجا.
كان قدوم الشافعي بغداد في هذه المحنة سنة 184 هـ، أي وهو في الرابعة والثلاثين من عمره، فكانت هذه المحنة خيراً له، فقد وجَّهته إلى العلم بدل الولاية وتدبير شؤون السلطان، ذلك بأنه نزل عند محمد بن الحسن، وكان من قبلُ يسمع باسمه وفقهه، وأنه حاملُ فقه العراقيين وناشرُه، وربما التقى به من قبل. أخذ الشافعي يدرس فقه العراقيين، فقرأ كتب الإمام محمد وتلقاها عليه، وبذلك اجتمع له فقه الحجاز وفقه العراق، اجتمع له الفقه الذي يغلب عليه النقل، والفقه الذي يغلب عليه العقل، وتخرج بذلك على كبار الفقهاء في زمانه، ولقد قال في ذلك ابن حجر: «انتهت رياسة الفقه في المدينة إلى مالك بن أنس، فرحل إليه ولازمه وأخذ عنه، وانتهت رياسة الفقه في العراق إلى أبي حنيفة، فأخذ عن صاحبه محمد بن الحسن حملاً، ليس فيه شيء إلا وقد سمعه عليه، فاجتمع علم أهل الرأي وعلم أهل الحديث، فتصرف في ذلك حتى أصَّل الأصول، وقعَّد القواعد، وأذعن له الموافق والمخالف، واشتهر أمره، وعلا ذكره، وارتفع قدره حتى صار منه ما صار».
وقد كان الشافعي يلزم حلقة محمد بن الحسن الشيباني، قال الشافعي: «أنفقت على كتب محمد بن الحسن ستين ديناراً، ثم تدبرتها، فوضعت إلى جنب كل مسألة حديثاً (يعني: رداً عليه)»، ولكنه كان مع ذلك يعتبر نفسه من صحابة مالك، ومن فقهاء مذهبه، وحملة موطأه، يحامي عليه ويذب عنه ويدافع عن فقه أهل المدينة، ولذلك كان إذا قام محمد من مجلسه ناظر أصحابه، ودافع عن فقه الحجازيين وطريقتهم، قال الشافعي: «...وكان محمد بن الحسن جيد المنزلة، فاختلفت إليه وقلت: هذا أشبه لي من طريق العلم، فلزمته، وكتبت كتبه، وعرفت قولهم، وكان إذا قام ناظرت أصحابه»، ولعله كان لا يناظر محمداً نفسَه إعظاماً لمكان الأستاذ، ولكن محمداً بلغه أنه يناظر أصحابه، فطلب منه أن يناظره، فاستحيا وامتنع، وأصر محمد، فناظره مستكرهاً في مسألة كَثُرَ استنكارُ أهل العراق فيها لرأي أهل الحجاز، وهي «مسألة الشاهد واليمين»، فناقش الشافعيُ محمداً فيها، ويقول الرواة من الشافعية أن الفلحَ كان للشافعي.

### عودته إلى مكة ووضع أصول الفقه
أقام الشافعي في بغداد تلميذاً لابن حسن، ومناظراً له ولأصحابه على أنه فقيه مدني من أصحاب مالك، ثم انتقل بعد ذلك إلى مكة، ومعه من كتب العراقيين حِملُ بعير، ولم يذكر أكثرُ الرواة مدة إقامته في بغداد في هذه القدمة، ولا بد أنه أقام مدة معقولة تكفي للتخرج على أهل الرأي ومدارستِهم، ولعلها كانت نحو سنتين.
عاد الشافعي إلى مكة، وأخذ يُلقي دروسه في الحرم المكي، والتقى به أكبر العلماء في موسم الحج، واستمعوا إليه، وفي هذا الوقت التقى به أحمد بن حنبل، وقد أخذت شخصية الشافعي تظهر بفقه جديد، لا هو فقهُ أهلِ المدينةِ وحدَهم، ولا فقهَ أهلِ العراقِ وحدَهم، بل هو مزيج منهما وخلاصةُ عقل الشافعي الذي أنضجه علم الكتاب والسنة، وعلمُ العربية وأخبار الناس والقياس والرأي، ولذلك كان من يلتقي به من العلماء يرى فيه عالماً هو نسيجٌ وحدَه.
أقام الشافعي بمكة في هذه القدمة نحواً من تسع سنوات، ولا بد أن الشافعي بعد أن رأى نوعين مختلفين من الفقه، وبعد أن ناظر وجادل، وجد أنه لا بد من وضع مقاييس لمعرفة الحق من الباطل، أو على الأقل لمعرفة ما هو أقرب للحق، فإنه ليس من المعقول بعد أن شاهد وعاين ما بين نظرِ الحجازيين والعراقيين من اختلاف، ولأصحاب النظرين مكانٌ من احترامه وتقديره، أن يحكمَ ببطلان أحدِ النظرين جملةً من غير ميزان ضابط دقيق، لهذا فكَّر في استخراج قواعد الاستنباط، فتوافر على الكتاب يعرف طرق دلالاته، وعلى الأحكام يعرف ناسخها ومنسوخها، وخصائص كل منهما، وعلى السنة يعرف مكانها من علم الشريعة، ومعرفة صحيحها وسقيمها، وطرق الاستدلال بها، ومقامها من القرآن الكريم، ثم كيف يستخرج الأحكام إذا لم يكن كتاب ولا سنة، وما ضوابط الاجتهاد في هذا المقام، وما الحدود التي تُرسَم للمجتهد فلا يعدوها، ليأمن من شطط الاجتهاد. لأجل هذا طال مقامه، مع أنه كان صاحب سفر، فهو لا بد في هذه الأثناء قد انتهى إلى وضع أصول الاستنباط وخرج بها على الناس، ولعله عندما انتهى إلى قدر يصحُّ إخراجُه وعرضُه للجمهرة من الفقهاء، سافر إلى بغداد التي كانت عشَّ الفقهاء جميعاً، إذ ضَؤلَ أمرُ المدينة بعد وفاة الإمام مالك، وبعد أن صار ببغداد أهلُ الرأي وأهلُ الحديث معاً.

### رحلته الثانية إلى بغداد

كتاب الرسالة: أول كتاب صُنف في أصول الفقه، كتبه الشافعي مرتين، الأولى في بغداد، والثانية في مصر.

قدم الشافعي بغداد للمرة الثانية في سنة 195 هـ، وقد قدم وله طريقةٌ في الفقه لم يسبق بها، وجاء وهو لا ينظر إلى الفروع يفصِّل أحكامَها وإلى المسائل الجزئية يفتي فيها فقط، بل جاء وهو يحمل قواعد كلية، أصَّل أصولها، وضبط بها المسائل الجزئية، فقد جاء إذن بالفقه علماً كلياً لا فروعاً جزئيةً، وقواعدَ عامةً لا فتاوىً وأقضيةً خاصةً، فرأت فيه بغداد ذلك، فانسال عليه العلماء والمتفقهون، وطلبه المحدثون وأهل الرأي جميعاً. وفي هذه القدمة ذُكر أنه ألف لأول مرة من كتاب الرسالة الذي وضع به الأساس لعلم أصول الفقه. وقد رُوي أن عبد الرحمن بن مهدي التمس من الشافعي وهو شاب أن يضع له كتاباً يذكر فيه شرائط الاستدلال بالقرآن والسنة والإجماع والقياس وبيان الناسخ والمنسوخ ومراتب العموم والخصوص، فوضع الشافعي كتاب الرسالة وبعثه إليه، فلما قرأه عبد الرحمن بن مهدي قال: «ما أظن أن الله عز وجل خلق مثل هذا الرجل»، وقيل أن الشافعي قد صنف كتاب الرسالة وهو ببغداد، ولما رجع إلى مصر أعاد تصنيف كتاب الرسالة.
أخذ الشافعي ينشر بالعراق تلك الطريقةَ الجديدةَ التي استنَّها، ويجادلُ على أساسها، وينقد مسائل العلم على أصولها، ويؤلف الكتب وينشر الرسائل، ويتخرج عليه رجالُ الفقه، ومكث في هذه القدمة سنتين، ثم عاد بعد ذلك إليها سنة 198 هـ وأقام أشهراً فيها، ثم اعتزم السفر إلى مصر، فرحل إليها، وقد وصل سنة 199 هـ.
أما سببُ تقصيرِه الإقامةَ في بغداد في هذه القدمة الأخيرة، مع أنها كانت عشَّ العلماء، وقد صار له بها تلاميذُ ومريدون، والعلم ينتشر بين ربوعها، ولم يكن لمصر في ذلك الوقت مكانةٌ علميةٌ كمكانة بغداد أو تقاربها، فهو أنه في سنة 198 هـ كانت الخلافة لعبد الله المأمون، وفي عهد المأمون ساد أمر لا يستطيب الشافعيُ الإقامةَ في ظله، وهو أن المأمون كان من الفلاسفة المتكلمين، فأدنى إليه المعتزلة، وجعل منهم كُتَّابَه وحُجَّابَه وجلساءَه، والمقرَّبين إليه الأدنين، والمحكَّمين في العلم وأهله، والشافعي كان ينفر من المعتزلة ومناهج بحثهم، ويفرض عقوبة على بعض من يخوض مثل خوضهم، ويتكلم في العقائد على طريقتهم، فما كان لمثل الشافعي أن يرضى بالمقام معهم، وتحت ظل الخليفة الذي مكَّن لهم، حتى أدَّاه الأمرُ بعد ذلك إلى أن أنزل بالفقهاء والمحدثين المحنة التي تسمى محنة خلق القرآن، وروي أن المأمون عرض على الشافعي أن يولِّيَه القضاء، فاعتذر الشافعي.

### رحلته إلى مصر
لم يَطِبْ للشافعي المقامُ ببغداد، وكان لا بد من الرحيل منها، ولم يجد مهاجَراً ولا سَعةً إلا في مصر، ذلك أن واليَها عباسيٌ هاشميٌ قرشيٌ، قال ياقوت الحموي: «وكان سبب قدومه إلى مصر أن العباس بن عبد الله بن العباس بن موسى بن عبد الله بن عباس دعاه، وكان العباسُ هذا خليفةً لعبد الله المأمون على مصر». ولقد قال الشافعي عندما أراد السفر إلى مصر:
قدم الشافعي مصر سنة 199 هـ، ومات فيها سنة 204 هـ، وقد رُوي عن الربيع بن سليمان أنه قال: وقال لي يوماً (يقصد الشافعي): «كيف تركت أهل مصر؟»، فقلت: «تركتهم على ضربين: فرقةٌ منهم قد مالت إلى قول مالك، وأخذت به واعتمدت عليه وذبَّت عنه وناضلت عنه، وفرقةٌ قد مالت إلى قول أبي حنيفة، فأخذت به وناضلت عنه»، فقال: «أرجو أن أقدم مصر إن شاء الله، وآتيهم بشيء أشغلهم به عن القولين جميعاً». قال الربيع: «ففعل ذلك والله حين دخل مصر».
ولما قدم الشافعي مصر نزل على أخواله الأزد، قال ياسين بن عبد الواحد: لما قدم علينا الشافعي مصر، أتاه جَدِّي وأنا معه فسأله أن ينزلَ عليه، فأبى وقال: «إني أريد أن أنزل على أخوالي الأزد»، فنزل عليهم. وقد ذكر الإمام أحمد أن الشافعي قصد من نزوله على أخواله متابعةَ السنةِ فيما فعل النبي حين قدم المدينة من النزول على أخواله، فقد نزل النبي حين قدم المدينة على بني النجار، وهم أخوال عبد المطلب.
وقال هارون بن سعد الأيلي: ما رأيت مثل الشافعي، قدم علينا مصر، فقالوا: «قدم رجلٌ من قريش»، فجئناه وهو يصلي، فما رأيت أحسنَ صلاةً منه، ولا أحسنَ وجهاً منه، فلما قضى صلاته تكلم، فما رأيت أحسنَ كلاماً منه، فافتتنَّا به.

#### مجادلته لمخالفيه وأسلوبه في ذلك
بعد قدوم الشافعي إلى بغداد سنة سنة 195 هـ، بل قبل ذلك في دراسته بمكة، كان صاحبَ طريقة جديدة في الفقه، وصاحبَ آراءٍ جديدةٍ فيه تنفصل عن آراء الإمام مالك، ولكنه لم يتجهْ إلى آراء مالك بنقد أو تزييف، بل كان يُلقي بآرائه خالفت أو وافقت رأيَ مالك من غير نقد له، ولذلك كان يُعَدُّ من أصحاب مالك، وإن كان في جملة آراءه ما يخالفه قليلاً أو كثيراً، كما خالف بعضُ أصحاب مالك مالكاً، وكما خالف بعضُ أصحاب أبي حنيفة شيخَهم، ولكن حدث ما اضطر الشافعي إلى أن يتجه لآراء شيخه مالكٍ بالنقد، ذلك أنه بلغه أن مالكاً تُقدَّس آثارُه وثيابُه في بعض البلاد الإسلامية، وأن من المسلمين أناساً يُتحدَّث إليهم بحديث رسول الإسلام محمد، فيُعارضون الحديث بقول مالك، فتقدم الشافعي الذي لقبه العلماء في عصره بناصر الحديث، ووجد طريقاً معيَّناً ليسلكَه، وهو أن ينقدَ آراءَ مالك، ليعلم الناسُ أن مالكاً بشرٌ يخطئ ويصيب، وأنه لا رأي له مع الحديث، فألف في ذلك كتاباً سماه «خلاف مالك»، ولكنه تردد في إعلانه وفاءً لمالكٍ شيخِه وأستاذِه، والذي كان يقول عنه طوال حياته أنه الأستاذ، يتردد بين إرشاد الناس لما رآه أخطاءً لمالك، وهو يخشى على السُنَّة من تقديس الناس له، وبين الوفاء له، فطوى الكتاب لمدة سنة وهو متردد، ثم استخار فنشره.
ويروي الفخر الرازي: «أن الشافعي إنما وضع الكتاب على مالك لأنه بلغه أن بالأندلس قلنسوة لمالك يُستقى بها، وكان يقال لهم قال رسول الله ﷺ فيقولون قولَ مالك، فقال الشافعي: «إن مالكاً آدمي قد يخطئ ويغلط»، فصار ذلك داعياً للشافعي إلى وضع الكتاب على مالك، وكان يقول: «كرهت أن أفعل ذلك، ولكني استخرت الله تعالى فيه سنة»».
أدى نقدُ الشافعي للإمام مالك إلى وقوعه في المتاعب والمصاعب، وذلك لأن الإمامَ مالكاً كان له المكانُ الأولُ بين المجتهدين في مصر، فثار على الشافعي المالكيون ينقُدونه ويجرِّحونه ويطعنون عليه، حتى ذهب جمهرتُهم إلى الوالي يطلبون إخراجَه، ويقول في ذلك الرازي: «لما وضع الشافعيُّ كتابَه على مالك ذهب أصحابُ مالك إلى السلطان والتمسوا منه إخراج الشافعي». ولم ينقد الشافعي آراء مالك فقط، بل نقد مِن قبلُ آراءَ العراقيين أبي حنيفة وأصحابِه وغيرِهم من فقهاء العراق، كما نقد آراءَ الأوزاعي، وكان لكل هؤلاء أنصارٌ من رجال الفقه في عهده، يتعصبون لهم وينافحون عنهم، فبنقدهم انبثق على الشافعي البثقُ الكبيرُ من الجدل والمناظرة، فكان يجادل ويصاول، من غير أن يمسَّ صاحبَ الرأي بسوء.
كان الشافعي يميل في جداله دائماً إلى نصرة الحديث ورجال الحديث، مع علمه بالجدل وأساليبه، وقد بهت أهلَ الرأي في أول التقائه بهم في بغداد سنة 184 هـ، ويقول الرازي في ذلك:
| محمد بن إدريس الشافعي | الناس كانوا قبل زمان الشافعي فريقين: أصحاب الحديث وأصحاب الرأي، أما أصحاب الحديث فكانوا حافظين لأخبار رسول الله ﷺ، إلا أنهم كانوا عاجزين عن النظر والجدل، وكلما أورد عليهم أحد من أصحاب الرأي سؤالاً أو إشكالاً سقطوا في أيديهم عاجزين متحيرين، وأما أصحاب الرأي فكانوا أصحاب النظر والجدل، إلا أنهم كانوا عاجزين عن الآثار والسنن، وأما الشافعي رضيَ الله عنه فكان عارفاً بسنة رسول الله ﷺ، محيطاً بقوانينها، وكان عارفاً بآداب النظر والجدل قوياً فيه، وكان فصيحَ الكلام، قادراً على قهر الخصوم بالحجة الظاهرة، وآخذاً في نصرة أحاديث رسول الله ﷺ، وكل من أورد عليه سؤالاً أو إشكالاً أجاب عنه بأجوبة شافية كافية، فانقطع بسببه استيلاءُ أهل الرأي على أصحاب الحديث. | محمد بن إدريس الشافعي |

ولما أصَّل الأصولَ ووضع القواعدَ، وجد أن بعض الفقهاء من أهل الحجاز يخرج على هذه الأصول ولا يتقيد بها، ومنهم شيخه الإمام مالك، فوجده يأخذ بالأصل ويترك الفرع، ويأخذ الفرع ويترك الأصل، فجادل أهل الحجاز أيضاً، وبذلك قضى حياته كلَّها في نضال لأجل فقه الشريعة الإسلامية.

## وفاته
عندما أراد الشافعي السفر إلى مصر قال هذه الأبيات:
قيل: فوالله لقد سيق إليهما جميعاً. كما وجد الشافعي أن اصحاب المذهب المالكي يتعصبون بشدة للامام مالك ويقدمونه في الفقه على حديث رسول الله، قال الامام البيهقي «إن الشافعي إنما وضع الكتب على مالك (أي في الرد على مالك) لأنه بلغه أن ببلاد الأندلس قلنسوة كانت لمالك يُستسقى بها. وكان يقال لهم: «قال رسول الله». فيقولون: «قال مالك». فقال الشافعي: «إن مالكاً بَشَرٌ يخطئ». فدعاه ذلك إلى تصنيف الكتاب في اختلافه معه».
ثم ألف الإمام الشافعي كتاباً يرد به على الإمام مالك وفقهه، فغضب منه المالكيون المصريون بسبب الكتاب وأخذوا يحاربون الشافعي، وتعرض للشتم القبيح المنكَر من عوامهم، والدعاء عليه من علمائهم. يقول الكندي: لما دخل الشافعي مصر، كان ابن المنكدر يصيح خلفه: «دخلتَ هذه البلدة وأمرنا واحد، ففرّقت بيننا وألقيت بيننا الشر. فرّقَ الله بين روحك وجسمك». واصطدم كذلك بأحد تلاميذ الامام مالك المقربين ممن ساهم بنشر مذهبه في مصر، وهو أشهب بن عبد العزيز. وكان أشهب يدعو في سجوده بالموت على الإمام الشافعي. وروى ابن عساكر عن محمد بن عبد الله بن عبدِ الْحَكَمِ أَنَّ أَشْهَبَ بْنَ عَبْدِ الْعَزِيزِ يَقُولُ فِي سُجُودِهِ: «اللَّهُمَّ أَمِتْ الشَّافِعِيَّ، فَإِنَّكَ إِنْ أَبْقَيْتَهُ اِنْدَرَسَ مَذْهَبُ مَالِكٍِ». وروى ذلك ابن مندة عن الربيع أنه رأى أشهب يقول ذلك في سجوده. ثم قام المالكية بضرب الإمام الشافعي ضرباً عنيفاً بالهراوات حتى تسبب هذا بقتله وعمره 54 عاماً فقط، ودُفن بمصر.
ويقال أن سبب موت الشافعي هو مرض البواسير الذي أصابه، فقد روى الربيع بن سليمان حالَ الشافعي في آخر حياته فقال: «أقام الشافعي ها هنا (أي في مصر) أربع سنين، فأملى ألفاً وخمسمئة ورقة، وخرَّج كتاب الأم ألفي ورقة، وكتاب السنن، وأشياء كثيرة كلها في مدة أربع سنين، وكان عليلاً شديد العلة، وربما خرج الدم وهو راكب حتى تمتلئ سراويله وخفه (يعني من البواسير)». وقال الربيع أيضاً: دخل المزنيَّ على الشافعي في مرضه الذي مات فيه فقال له: «كيف أصبحت يا أستاذ؟»، فقال: «أصبحت من الدنيا راحلاً، ولإخواني مفارقاً، ولكأس المنية شارباً، وعلى الله وارداً، ولسوء عملي ملاقياً». قال: ثم رمى بطرفه إلى السماء واستبشر وأنشد:

مسجد الإمام الشافعي بالقاهرة

ومات الشافعي، في آخر ليلة من رجب سنة 204 هـ، وقد بلغ من العمر أربعة وخمسين عاماً، قال محمد بن عبد الله بن عبد الحكم المصري: «وُلد الشافعي سنة خمسين ومائة، ومات في آخر يوم من رجب، سنة أربع ومائتين، عاش أربعاً وخمسين سنة»، وقال الربيع بن سليمان: «توفي الشافعي ليلة الجمعة، بعد العشاء الآخرة بعدما صلى المغرب آخر يوم من رجب، ودفناه يوم الجمعة، فانصرفنا، فرأينا هلال شعبان، سنة أربع ومائتين».

### ضريحه
ضريح الإمام الشافعي (أو قبة الإمام الشافعي) غرفة تشغل مسطحاً مربعاً محاطاً بأربعة حوائط سميكة، وبُنيت قبة على ذلك المربع، تصل إلى ارتفاع 27 متراً من سطح الأرض، وتتكون القبة من طبقتين: الأولى خشبية داخلية، والثانية خارجية مصنوعة من الرصاص، وللضريح ثلاثة محاريب تتجه نحو مكة، عند حائط اتجاه قبلة الصلاة، وهناك باب في كل من الحائطين الشرقي والشمالي، والحوائط الداخلية مغطاة بالرخام. وقد بنى السلطان صلاح الدين ناووساً (تابوتاً) وضعه فوق قبر الإمام الشافعي في عام 574 هـ الموافق 1178 م، والناووس مصنوع من خشب الساج الهندي، ومزخرفٌ بحُلْية دقيقةٍ وآياتٍ من القرآن، وبعد ذلك بُني مسجدٌ يضم ضريح الإمام الشافعي، ويوجد فوق قمة القبة من الخارج عشارى من النحاس الأصفر، وترمز إلى عِلم الإمام الشافعي. ويعد هذا الضريحُ واحداً من أكبر الأضرحة المفردة في مصر.

## أخلاقه وصفاته

### الذكاء وغزارة العلم
لقد شغل الشافعيُّ الناسَ بعلمه وعقله، شغلهم في بغداد وقد نازل أهل الرأي، وشغلهم في مكة وقد ابتدأ يَخرج عليهم بفقه جديد يتجه إلى الكليات بدل الجزئيات، والأصول بدل الفروع، وشغلهم في بغداد وقد أخذ يدرس خلافات الفقهاء وخلافات بعض الصحابة على أصوله التي اهتدى إليها.
فقد أوتي الشافعي علم اللغة العربية، وأوتي علم الكتاب، ففَقِهَ معانيه، وطبَّ أسراره ومراميه، وقد ألقى شيئاً من ذلك في دروسه، قال بعض تلاميذه: «كان الشافعي إذا أخذ في التفسير كأنه شاهد التنزيل»، وأوتي علم الحديث، فحفظ موطأ مالك، وضبط قواعد السُّنَّة، وفهم مراميها والاستشهاد بها، ومعرفة الناسخ والمنسوخ منها، وأوتي فقه الرأي والقياس، ووضع ضوابط القياس والموازين، لمعرفة صحيحه وسقيمه، وكان يدعو إلى طلب العلوم، فقد كان يقول: «من تعلم القرآن عظمت قيمته، ومن كتب الحديث قويت حجته، ومن نظر في الفقه نبل قدره، ومن نظر في اللغة رق طبعه، ومن نظر في الحساب جزل رأيه، ومن لم يصن نفسه لم ينفعه علمه».
وكان مجلسه للعلم جامعاً للنظر في عدد من العلوم، قال الربيع بن سليمان:
| محمد بن إدريس الشافعي | كان الشافعي رحمَه الله يجلس في حلقته إذا صلى الصبح، فيجيئه أهل القرآن، فإذا طلعت الشمس قاموا وجاء أهل الحديث، فيسألونه تفسيره ومعانيه، فإذا ارتفعت الشمس قاموا فاستوت الحلقة للمذاكرة والنظر، فإذا ارتفع الضحى تفرقوا وجاء أهل العربية والعروض والنحو والشعر، فلا يزالون إلى قرب انتصاف النهار. | محمد بن إدريس الشافعي |

ومما روي عن ذكائه أنه كان ذاتَ مرةٍ جالساً مع الحميدي ومحمد بن حسن يتفرسون الناس، فمر رجل فقال محمد بن الحسن: «يا أبا عبد الله انظر في هذا»، فنظر إليه وأطال، فقال ابن الحسن: «أعياك أمره؟»، قال: «أعياني أمره، لا أدري خياط أو نجار»، قال الحميدي: فقمت إليه فقلت له: «ما صناعة الرجل؟»، قال: «كنت نجاراً وأنا اليوم خياط».
وقد وصف أبو زكريا السلماسي علمه فقال:
| محمد بن إدريس الشافعي | جمع أشتات الفضائل، ونظم أفراد المناقب، وبلغ في الدين والعلم أعلى المراتب، إن ذُكر التفسيرُ فهو إمامه، أو الفقهُ ففي يديه زمامه، أو الحديثُ فله نقضه وإبرامه، أو الأصولُ فله فيها الفصوص والفصول، أو الأدبُ وما يتعاطاه من العربية العرب فهو مبديه ومعيده، ومعطيه ومفيده، وجهه للصباحة، ويده للسماحة، ورأيه للرجاحة، ولسانه للفصاحة، إمام الأئمة، ومفتي الأمة، والمصباح الزاهر في الظلمة، في التفسير ابن عباس، وفي الحديث ابن عمر، وفي الفقه معاذ، وفي القضاء علي، وفي الفرائض زيد، وفي القراءات أُبَيّ، وفي الشعر حسان، وفي كلامه بين الحق والباطل فرقان. | محمد بن إدريس الشافعي |

### التواضع والكرم

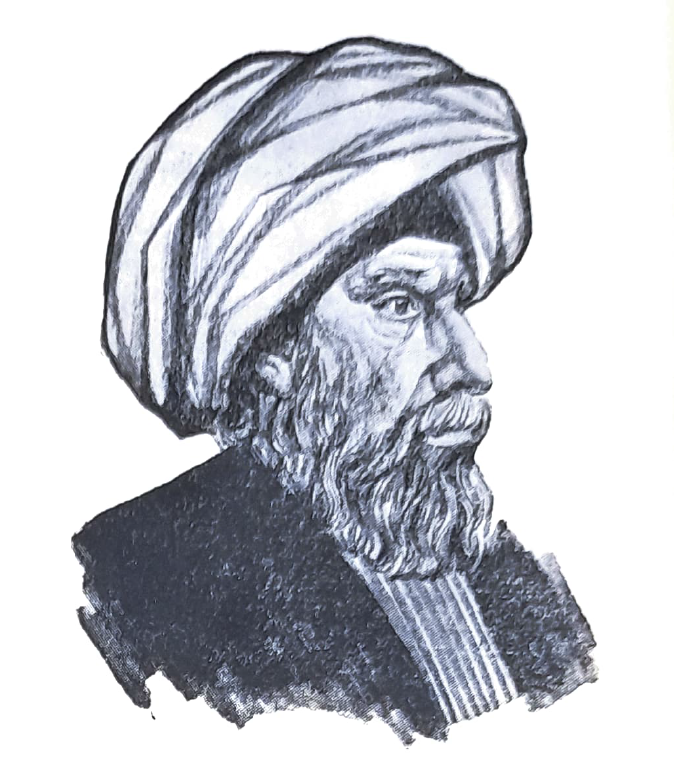
رسم تخيلي للإمام الشافعي

كان الشافعي متواضعاً مع كثرة علمه وتنوعه، ومما يدل على ذلك قوله: «ما ناظرت أحداً فأحببت أن يخطئ، وما في قلبي من علم إلا وددت أنه عند كل أحد ولا ينسب إلي»، وعن الربيع بن سليمان أنه قال: «سمعت الشافعي، ودخلت عليه وهو مريض، فذكر ما وضع من كتبه، فقال: لوددت أن الخلق تعلمه، ولم ينسب إلي منه شيء أبداً»، وعن حرملة بن يحيى أنه قال: سمعت الشافعي يقول: «وددت أن كل علم أعلَمه تعلَمه الناس، أوجر عليه ولا يحمدوني». وقال أحمد بن حنبل: قال لنا الشافعي: «أنتم أعلم بالحديث والرجال مني، فإذا كان الحديث صحيحاً فأعلموني، كوفياً كان أو بصرياً أو شامياً، حتى أذهب إليه إذا كان صحيحاً».
كما كان الشافعي معروفاً بالكرم والسخاء، ومن ذلك ما قاله الربيع بن سليمان: تزوجت، فسألني الشافعي: «كم أصدقتها؟»، فقلت: «ثلاثين ديناراً»، فقال: «كم أعطيتها؟»، قلت: «ستة دنانير»، فصعد داره، وأرسل إلي بصرَّة فيها أربعة وعشرون ديناراً. وقال عمرو بن سواد السرحي: كان الشافعي أسخى الناس على الدينار والدرهم والطعام، فقال لي الشافعي: «أفلستُ في عمري ثلاث إفلاسات، فكنت أبيع قليلي وكثيري، حتى حليّ ابنتي وزوجتي، ولم أرهن قط».

### الورع والعبادة
كان الشافعي ورعاً كثير العبادة، فقد كان يختم القرآن في كل ليلة ختمة، فإذا كان شهر رمضان ختم في كل ليلة منها ختمة، وفي كل يوم ختمة، وبذلك يختم في شهر رمضان ستين ختمة. وعن الربيع بن سليمان المرادي المصري أنه قال: «كان الشافعي يختم القرآن في شهر رمضان ستين مرة، كل ذلك في صلاة».
وقال الحسين بن علي الكرابيسي: «بتُّ مع الشافعي ثمانين ليلة، كان يصلي نحو ثلث الليل، لا يمر بآية رحمة إلا سأل الله لنفسه وللمؤمنين أجمعين، ولا يمر بآية عذاب إلا تعوّذ بالله منها، وسأل النجاة لنفسه ولجميع المسلمين، وكأنما جُمع له الرجاءُ والرهبةُ».
ومما روي عن ورعه ما قاله الحارث بن سريج: «أراد الشافعي الخروج إلى مكة، فأسلم إلى قصّارٍ ثياباً بغداديةً مرتفعةً، فوقع الحريق، فاحترق دكان القصار والثياب، فجاء القصارُ ومعه قومٌ يتحمل بهم على الشافعي في تأخيره ليدفع قيمة الثياب، فقال له الشافعي: قد اختلف أهل العلم في تضمين القصّار، ولم أتبين أن الضمان يجب، فلست أضمنك شيئاً».
ومن أشعار الشافعي في الزهد:
وقال الحارث بن سريج: دخلت مع الشافعي على خادم للرشيد، وهو في بيت قد فرش بالديباج، فلما وَضع الشافعيُ رجلَه على العتبة أبصره (أي أبصر الديباج)، فرجع ولم يدخل، فقال له الخادم: «ادخل»، فقال: «لا يحل افتراشُ هذا»، فقام الخادمُ متمشياً، حتى دخل بيتاً قد فرش بالأرمني، فدخل الشافعي، ثم أقبل عليه فقال: «هذا حلال، وذاك حرام، وهذا أحسن من ذاك وأكثر ثمناً منه»، فتبسم الخادم، وسكت.
وعن الربيع بن سليمان أنه قال: قال الشافعي: «ما شبعت منذ ست عشرة سنة إلا شبعةً اطّرحتها (يعني فطرحتها)؛ لأن الشبعَ يثقل البدن، ويقسي القلب، ويزيل الفطنة، ويجلب النوم، ويضعف صاحبه عن العبادة». وقال الربيع بن سليمان: «كان الشافعي جزَّأ الليل ثلاثة أجزاء: الأول يكتب، والثاني يصلي، والثالث ينام».

### الحث على طلب العلم
كان الشافعيُّ يدعو إلى طلب العلم فيقول: «من تعلم القرآن عظمت قيمته، ومن كتب الحديث قويت حجته، ومن نظر في الفقه نبُل قدره، ومن نظر في اللغة رَقَّ طبعُه، ومن نظر في الحساب جزل رأيه، ومن لم يصن نفسه لم ينفعه علمه».
وعن الحميدي أنه قال: «كان الشافعي ربما ألقى علي وعلى ابنه أبي عثمان المسألة، فيقول: «أيكما أصاب فله دينار»»، وعن الربيع بن سليمان أنه قال: سمعت الشافعي يقول: «طلب العلم أفضل من صلاة النافلة».

## شيوخه

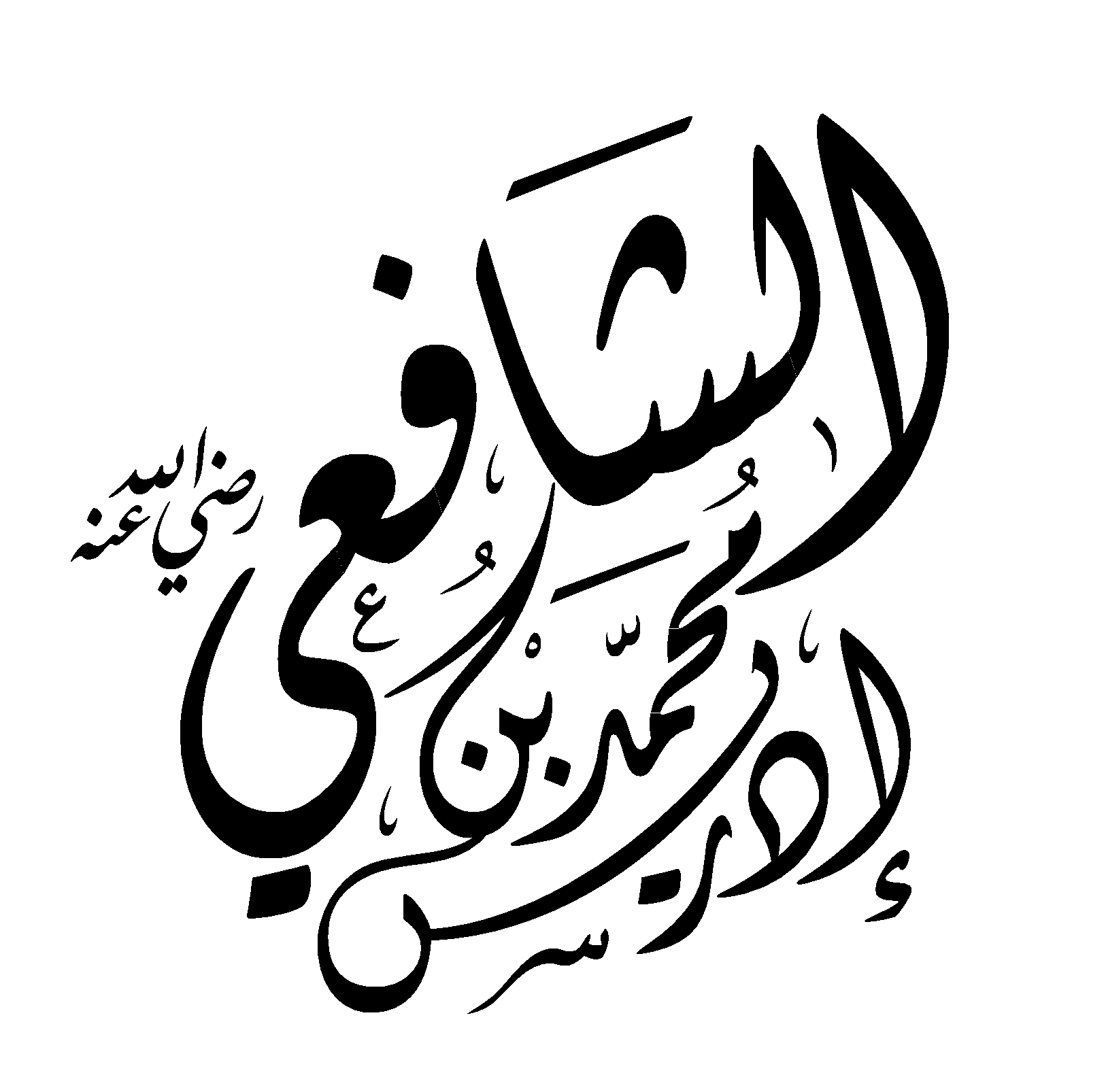
تخطيط لاسم الإمام الشافعي ملحوق بدعاء الرضا عنه

تلقى الشافعي الفقه والحديث على شيوخ قد تباعدت أماكنهم، وتخالفت مناهجهم، حتى لقد كان بعضهم معتزلياً ممن كانوا يشتغلون بعلم الكلام الذي كان الشافعي ينهى عنه، ولقد نال منهم ما رآه خيراً، فأخذ ما يراه واجبَ الأخذ، وترك ما يراه واجبَ الرد. لقد أخذ الشافعي عن شيوخ بمكة وشيوخ بالمدينة وشيوخ باليمن وشيوخ بالعراق، ومشايخُه الذين روى عنهم كثيرون، أما المشهورون منهم والذين كانوا من أهل الفقه والفتوى فهم عشرون، خمسة مكية، وستة مدنية، وأربعة يمانية، وخمسة عراقية.
أما الذين من أهل مكة فهم:
1. سفيان بن عيينة بن أبي عمران الهلالي.
2. مسلم بن خالد بن فروة الزنجي.
3. سعيد بن سالم القداح.
4. داود بن عبد الرحمن العطار.
5. عبد المجيد بن عبد العزيز بن أبي رواد.

وأما الذين من أهل المدينة فهم:
1. مالك بن أنس بن مالك الأصبحي المدني.
2. إبراهيم بن سعد بن إبراهيم الزهري.
3. عبد العزيز بن محمد بن عبيد بن أبي عبيد الدراوردي.
4. إبراهيم بن محمد بن أبي يحيى الأسلمي.
5. محمد بن أبي سعيد بن أبي فُدَيْك.
6. عبد الله بن نافع الصائغ.

وأما الذين من أهل اليمن فهم:
1. مُطَرَّف بن مازن الصنعاني.
2. هشام بن يوسف الصنعاني قاضي صنعاء.
3. عمرو بن أبي سلمة التنيسي، وهو صاحب الأوزاعي.
4. يحيى بن حسان بن حيان التنيسي البكري، وهو صاحب الليث بن سعد.

وأما الذين من أهل العراق فهم:
1. محمد بن الحسن بن فرقد الشيباني الحنفي.
2. وكيع بن الجراح بن مليح الرؤاسي الكوفي.
3. حماد بن أسامة بن زيد، أبو أسامة الكوفي.
4. إسماعيل بن إبراهيم بن مقسم البصري.
5. عبد الوهّاب بن عبد المجيد بن الصلت الثقفي البصري.

ومن هذا السياق يُستفاد أن الشافعي قد تلقى العلم على عدد من الشيوخ أصحابِ المذاهب والنزعات المختلفة، وبذلك يكون قد تلقى فقهَ أكثرِ المذاهب التي قامت في عصره، فتلقى فقه الإمام مالك عليه، وكان هو الأستاذ في شيوخه، وتلقى فقه الأوزاعي عن صاحبه عمرو بن أبي سلمة، وتلقى فقه الليث بن سعد فقيه مصر عن صاحبه يحيى بن حسان، ثم تلقى فقه أبي حنيفة وأصحابه على محمد بن الحسن الشيباني. وهكذا اجتمع له فقه مكة والمدينة والشام ومصر والعراق، ولم يجد حرجاً في أن يطلب الفقه عند من اشتهر بالاعتزال وعُرف أنه لا يَسلُكُ في طلب أصول الاعتقاد مسلك أهل الحديث والفقه، وإن رحلاتِه العلميةَ جعلته لا يقتصر في دراسته على فقهاء أهل السنة والجماعة الذين دخلوا في طاعة الخلفاء، بل كان يدرس آراء الشيعة وغيرِهم، ويظهر أثر ذلك في ثنائه على بعض علمائهم، فقد روي عنه أنه قال: «من أراد الفقه فهو عيال على أبي حنيفة، ومن أراد السِّيَرَ فهو عيال على محمد بن إسحاق، ومن أراد الحديث فهو عيال على مالك، ومن أراد التفسير فهو عيال على مقاتل بن سليمان»، ومقاتل بن سليمان هذا الذي جعله الشافعي إمام التفسير شيعي زيدي.

## ذريته
أنجب الشافعي أربعة أبناء هم: محمد (أبو عثمان)، وفاطمة، وزينب من أم واحدة، ومحمد (أبو الحسن) من جاريته المسماة دنانير.
أما محمد بن الشافعي: فهو الشيخ أبو عثمان القاضي، وهو أكبر أولاد الشافعي، ولما توفي والده كان بالغاً مقيماً بمكة، وهو الذي قال له الإمام أحمد بن حنبل: «إني لأحبك لثلاث خلال: أنك ابن أبي عبد الله، وأنك رجل من قريش، وأنك من أهل السنة». قيل أنه ولي القضاء ببغداد، وقيل أن هذا غير صحيح، إنما ولي القضاء بالجزيرة العربية وأعمالها، وولي أيضاً القضاء بمدينة حلب، وبقي بها سنين كثيرة، وأعقب ثلاثة بنين منهم: العباس بن محمد بن محمد بن إدريس. وقد قيل للشافعي: «ما اسم أبي عثمان؟»، فقال: «سميته أحب الأسماء إلي: محمداً». ولأبي عثمان مناظرة مع الإمام أحمد بن حنبل في جلود الميتة إذا دُبغت. وعن محمد بن محمد بن إدريس الشافعي أنه قال: قال لي أحمد بن حنبل: «أبوك أحد الستة الذين أدعو لهم في السحر». توفي بالجزيرة بعد سنة أربعين ومائتين (240 هـ).
وللشافعي ولد آخر يسمى محمداً أيضاً، وكنيته أبو الحسن، وهو من جارية اسمها دنانير، قيل أنه قدم مصر مع أبيه وهو صغير، فتوفي بها في شعبان سنة إحدى وثلاثين ومائتين (231 هـ). وأما ابنته فاطمة فقد روي أنها لم تعقب.

## تلاميذه والرواة عنه
تلقى كثيرٌ من طلاب العلم والمتفقِّهين العلمَ على الإمام الشافعي، كما روى عنه أناسٌ كثيرون منهم:
1. إبراهيم بن خالد بن أبي اليمان أبو ثور الكلبي البغدادي.[101]
2. أحمد بن محمد بن حنبل بن هلال بن أسد الذهلي وهو أحد الأئمة الأربعة.[102]
3. إسماعيل بن يحيى بن إسماعيل بن عمرو بن إسحاق، أبو إبراهيم المزني المصري، قال فيه الشافعي: «المزني ناصر مذهبي».[103]
4. الحارث بن أسد أبو عبد الله المحاسبي، أحد مشايخ الصوفية.[104]
5. الحارث بن سريج البغدادي أبو عمرو النقال.[105]
6. حرملة بن يحيى بن عبد الله بن حرملة بن عمران التجيبي أبو حفص المصري.[106]
7. الحسن بن محمد بن الصباح أبو علي البغدادي الزعفراني.[107]
8. الحسين بن علي بن يزيد أبو علي البغدادي الكرابيسي.[108]
9. الربيع بن سليمان بن داود الجيزي أبو محمد الأزدي.[109]
10. الربيع بن سليمان بن عبد الجبار بن كامل المرادي، قال فيه الشافعي: «الربيع راويتي»، وقيل أنه آخر من روى عن الشافعي بمصر.[110]
11. عبد الله بن الزبير بن عيسى بن عبيد الله الأسدي القرشي، الإمام أبو بكر الحميدي المكي.[111]
12. يوسف بن يحيى القرشي أبو يعقوب البويطي المصري، قال فيه الشافعي: «ليس أحد أحق بمجلسي من أبي يعقوب، وليس أحد من أصحابي أعلم منه».[112]
13. سليمان بن داود بن علي بن عبد الله بن عباس، أبو أيوب الهاشمي القرشي البغدادي.[113]
14. عبد العزيز بن يحيى بن عبد العزيز بن مسلم بن ميمون، أبو الحسن الكناني المكي.[114]
15. بحر بن نصر بن سابق الخولاني، أبو عبد الله المصري.[115]

## مصنفاته

كتاب الأم للشافعي

للشافعي الكثير من المصنفات في أصول الفقه وفروعه، أما الكتب التي تجمع أصول الفقه وتدل على الفروع فهي:
1. كتاب الرسالة القديمة (كتبه في بغداد)
2. كتاب الرسالة الجديدة (كتبه في مصر)
3. كتاب اختلاف الحديث
4. كتاب جمَّاع العلم
5. كتاب إبطال الاستحسان
6. كتاب أحكام القرآن
7. كتاب بيان فرض الله عز وجل
8. كتاب صفة الأمر والنهي
9. كتاب اختلاف مالك والشافعي
10. كتاب اختلاف العراقيين
11. كتاب الرد على محمد بن الحسن
12. كتاب علي وعبد الله
13. كتاب فضائل قريش

وهناك كتب مصنفة في الفروع، وقد جمعت كلها في كتاب واحد اسمه كتاب الأم. وله كتاب في الطهارة، وكتاب في الصلاة، وكتاب في الزكاة، وكتاب في الحج، وكتاب في النكاح وما في معناه، وكتاب في الطلاق وما في معناه، وفي الإيلاء والظهار واللعان والنفقات، أملاها على أصحابه، ورواها عنه الربيع بن سليمان المرادي.

قال الإمام النووي في بستان العارفين: 
| ” | قلت: ومن المشهورين بكثرة التصنيف إمامنا الإمام أبو عبد الله محمد بن إدريس الشافعي، والإمام أبو الحسن الأشعري رضي الله تعالى عنهما، وقد عدد الإمام أبو بكر البيهقي - رحمه الله تعالى - مصنفات الشافعي.... | “ |

### ديوان شعره
كان الشافعي أديباً وشاعراً فصيحاً بالإضافة إلى معرفته للعلوم الشرعية الإسلامية، فقد ارتحل الشافعي إلى البادية في صغره، ولازم قبيلة هذيل التي كانت أفصح العرب وتعلَّمَ كلامها، وقد بلغ علمه في اللغة العربية أن الأصمعي الذي له مكانة عالية في اللغة قال: «صححت أشعار هذيل على فتى من قريش يقال له محمد بن إدريس».
ويتميز شعرُ الشافعي أنه لم يكن يَقصد منه التكسُّبَ أو التقربَ إلى أصحاب المال والجاه والسلطان، بل كان شعرُه في أغلبه يتناول الحكمة ومناجاة الخالق، والدعاء والاستغفار والتندم على المعاصي. ولذلك انتشر شعره بين الناس، ولا يزال شعره متداولاً حتى الآن، وصارت بعض أبياته أمثالاً يتداولها الناس في حياتهم اليومية.
ومن قصائده المشهورة:
وله أيضاً:

## فضله وثناء الناس عليه

### ثناء النبي محمد عليه
روي عن أبي هريرة عن النبي محمد أنه قال: «اللهم اهد قريشاً فإن عالمها يملأ طباق الأرض علماً، اللهم كما أذقتهم عذاباً فأذقهم نوالاً»، ودعا بها ثلاثا؛ قال عبد الملك بن محمد أبو نعيم: هذه الصفة لا تنطبق إلا على الشافعي رضيَ الله عنه. وقيل: فأجمعت الأمة على أن هذا في الشافعي رضيَ الله عنه، فما خرج من قريش فقيهٌ وإمامٌ يبلغ علمُه جميعَ البلادِ والأكنافِ والأطرافِ، يمناً وحجازاً وشاماً وعراقاً والثغور وخراسان وما وراء النهر إلا الشافعي رضيَ الله عنه.
وروي عن الإمام أحمد بن حنبل أنه قال: إذا سئلت عن مسألة لا أعرف فيها خبراً، قلت فيها بقول الشافعي رضيَ الله عنه، لأنه إمامٌ عالمٌ من قريش، وقد رُوي عن النبي ﷺ أنه قال: «عالم قريش يملأ الأرض علماً».

### ثناء أحمد بن حنبل عليه
قال عبد الملك الميموني: كنت عند أحمد بن حنبل، وجرى ذكر الشافعي، فرأيت أحمد يرفعه، وقال: يُروى عن النبي ﷺ: «إن الله يبعث لهذه الأمة على رأس كل مائة سنة من يقرر لها دينها»، فكان عمر بن عبد العزيز رضيَ الله عنه على رأس المائة، وأرجو أن يكون الشافعي عل رأس المائة الأخرى.
وعن إسحاق بن راهويه أنه قال: كنا بمكة والشافعي بها، وأحمد بن حنبل بها، فقال لي أحمد بن حنبل: «يا أبا يعقوب، جالس هذا الرجل (يعني: الشافعي)»، قلت: «ما أصنع به، وسنه قريب من سننا؟ أترك ابن عيينة والمقبري؟»، فقال: «ويحك! إن ذاك يُفَوَّت، وذا لا يُفَوَّت»، فجالسته.
وعن أحمد بن حنبل أنه قال: «كانت أقفيتُنا أصحابَ الحديث في أيدي أصحاب أبي حنيفة ما تُنزع، حتى رأينا الشافعي رضيَ الله عنه، وكان أفقه الناس في كتاب الله عز وجل، وفي سنة رسول الله ﷺ، ما كان يكفيه قليل الطلب في الحديث». وقال أحمد بن حنبل: «إني لأدعو لمحمد بن إدريس في صلاتي منذ أربعين سنة، فما كان فيهم (يعني الفقهاء) أتبع لحديث رسول الله ﷺ منه».
وقال عبد الله بن أحمد بن حنبل: قلت لأبي: «أي رجل كان الشافعي، فإني أسمعك تكثر من الدعاء له؟»، فقال لي: «يا بني، كان الشافعي كالشمس للدنيا، وكالعافية للناس، فانظر هل لهذين من خلف أو منهما عِوض». وقال أحمد بن حنبل: «ما أحد أمسك في يده محبرة وقلماً إلا وللشافعي في عنقه مِنَّة».

### ثناء بعض العلماء عليه
أثنى على الشافعي الكثيرُ من العلماء والفقهاء، وكان مما روي في مدحه والثناء عليه: قول أبو عبيد القاسم بن سلام: «ما رأيت رجلاً أعقل من الشافعي»، وفي رواية: «ما رأيت رجلاً قط أعقل ولا أورع ولا أفصح من الشافعي». وقال يونس بن عبد الأعلى: «ما رأيت أحداً أعقل من الشافعي، لو جمعت أمة فجعلت في عقل الشافعي، لوسعهم عقله».
وقال أبو ثور: كتب عبد الرحمن بن مهدي إلى الشافعي رضيَ الله عنه وهو شاب أن يضع له كتابا فيه معاني القرآن، ويجمع قبول الأخبار فيه، وحجة الإجماع، وبيان الناسخ المنسوخ من القرآن والسنة، فوضع له كتاب الرسالة، قال عبد الرحمن: «ما أصلي صلاة إلا وأنا أدعو الله للشافعي فيها».
وعن أيوب بن سويد الرملي أنه قال لما رأى الشافعي: «ما ظننت أني أعيش حتى أرى مثل هذا الرجل قط». وعن يحيى بن سعيد القطان أنه قال: «إني لأدعو الله عز وجل للشافعي في كل صلاة، أو في كل يوم». وعن أبي عبد الله نفطويه أنه قال: «مثل الشافعي في العلماء، مثل البدر في نجوم السماء».

## كتب ودراسات عنه:
- الشافعي - حياته وعصره - آراؤه وفقهه، محمد أبو زهرة.

## انتشار المذهب الشافعي عبر التاريخ

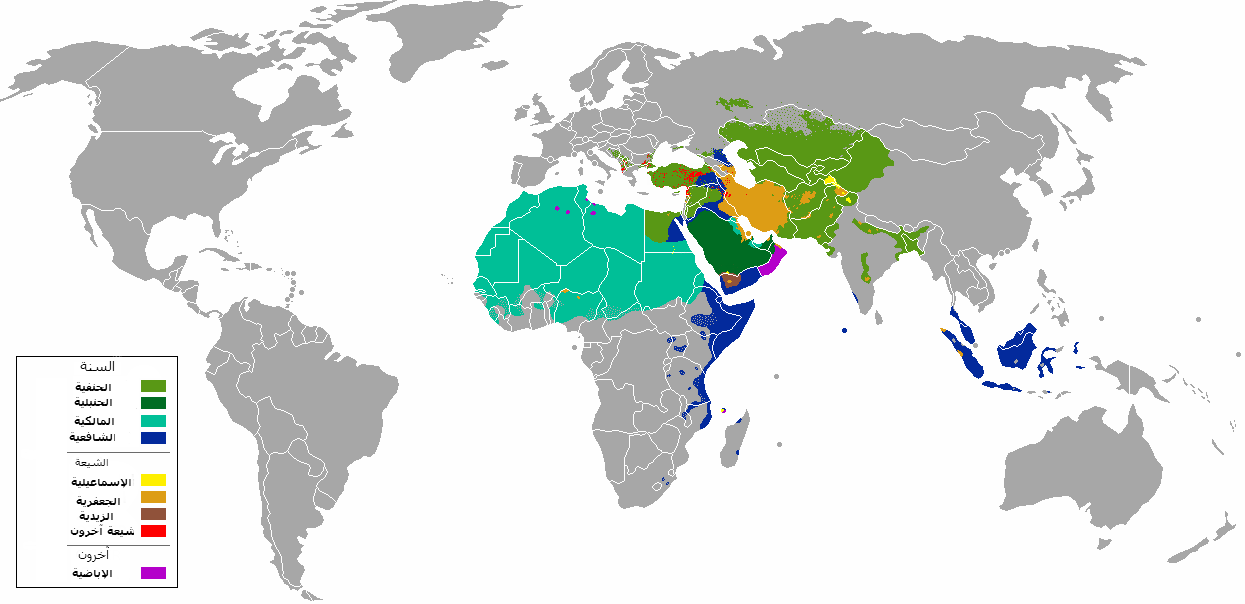
أماكن انتشار المذهب الشافعي (اللون الأزرق) في العالم

اجتهد الشافعي بمكة، ودرس أهلُ العراق مذهبه، ولكن العلماء في ذلك الوقت لم يكونوا قد سلكوا الطريق المذهبي في دراستهم، بل كان كل عالم يجتهد فيما يعرض له من المسائل اجتهاداً حراً، وقد يستعين بدراسة غيره، ليستن لنفسه طريقاً، وليكون له رأياً من غير أن يتقيد بطريق من استعان به، ولا برأيه، ولم يكن ثمة تقليد إلا تقليد العامة لمن يستفتونهم من العلماء، لذلك لم تصبح هذه البلاد شافعية باجتهاد الشافعي فيها، أو دراسته لأهلها.
ولما أخذت ريح التقليد تهب بعد أن اختار المجتهدون أو بعضُهم طريقة بعض الأئمة في الاجتهاد، ثم صار أهل الإقليم يقلدون إماماً، ويختارون مذهبه، كان المذهب الشافعي قد استقر في مصر، واستقام أهلها على طريقته، إذ شُغل الناسُ بدراسته عن المذهب المالكي الذي كان غالباً، والمذهب الحنفي الذي كان معروفاً، لذلك كانت مصرُ المكانَ الذي صدر عنه المذهب الشافعي. وقد جاء في طبقات ابن السبكي عن مصر والشام بالنسبة للمذهب الشافعي: هذان الإقليمان مركز ملك الشافعية منذ ظهر مذهب الشافعية، اليد العالية لأصحابه في هذه البلاد، لا يكون القضاء والخطابة في غيرهم.
انتشر المذهب الشافعي بعد مقامه في مصر، فظهر في العراق، وكثر أتباعه في بغداد، وغلب على كثير من بلاد خراسان وتوران والشام واليمن، ودخل ما وراء النهر، وبلاد فارس والحجاز وتهامة، وبعض بلاد الهند، وتسرب إلى بعض شمال أفريقيا، والأندلس بعد سنة 300 هـ.

### انتشاره في مصر والسودان
فأما مصر التي تعتبر الموطنَ الأولَ للمذهب الشافعي، فكان هو السائدَ فيها بعد أن تغلب على المذهبين الحنفي والمالكي، واستمر كذلك إلى أن جاءت الدولة الفاطمية فأبطلت العمل به، وجعلت العمل على مقتضى مذهب الشيعة الإمامية، حتى جاء السلطان صلاح الدين الأيوبي فأسقط سلطانهم، وأحيا المذاهب المعروفة وأبطل العمل بالمذهب الشيعي، وجعل للمذهب الشافعي الحظَّ الأكبر من عنايته وعناية من جاءوا بعده من الأيوبيين، فقد كانوا جميعاً شافعيةً إلا عيسى بن العادل أبي بكر سلطان الشام، فإنه كان حنفياً.
ولما خلفت دولةُ المماليك البحرية دولة الأيوبيين، لم تنقص خطوة المذهب الشافعي، فقد كان سلاطينها من الشافعيين، إلا سيف الدين قطز الذي كان حنفياً، ولقد كان القضاء على المذهب الشافعي مدة هذه الدولة كسابقتها، إلى أن أحدث الظاهر بيبرس فكرة أن يكون القضاة أربعة، لكل مذهب قاضٍ يقضي بموجب مذهبه، ولكن جعل للشافعي مكاناً أعلى من سائر الأربعة. واستمرت الحال في دولة المماليك الجراكسة كما كانت في سابقتها حتى سيطر العثمانيون على ملك مصر، فأبطلوا القضاء بالمذاهب الأربعة واختصاص الشافعي بالمكانة العالية، وحصروا القضاء في المذهب الحنفي لأنه مذهبُهم، ولم يزل الأمر كذلك إلى اليوم، إلا أنه قد أُخذ الاقتباسُ من المذاهب الأخرى في الأحوال الشخصية والوقف والمواريث والوصايا، وهي المسائل التي بقي القضاء فيها على مقتضى أحكام الشريعة الإسلامية دون سواها. وإذا كان المذهب الشافعي قد فقد مكانته الرسمية في الدولة، فقد بقيت له منزلته في الشعب المصري، فإنه هو والمذهب المالكي قد تغلغلا في نفس الشعب المصري، حتى إن هذا الشعب يتديَّن في عبادته على مقتضى هذين المذهبين في ريف مصر وقراها إلى يومنا هذا، فالناس في ريف مصر في عباداتهم يختارون هذين المذهبين، والمالكي أغلب صعيد مصر، والشافعي في الوجه البحري.
ويقول أحمد شلبي: «مذهب الشافعي هو مذهب الأغلبية الساحقة من سكان مصر»، ولا يزال يُدرس المذهب الشافعي بحماسة في الجامع الأزهر.
وأما في السودان فإن المذهب المالكي هو السائد، إلا أن بعض المناطق في شرق السودان كانت شافعية، وقد يعود ذلك إلى تأثير الدول المجاورة بالإضافة إلى مكة واليمن.

### انتشاره في بلاد الشام
كان أهل الشام على مذهب الأوزاعي حتى وُلِّي قضاء دمشق بعد قضاء مصر أبو زرعة محمد بن عثمان الدمشقي الشافعي، والذي توفي بدمشق سنة 302 هـ، ولا بد أن المذهب الشافعي كان قد سرى إلى الشام من مصر، لما بينهما من جوار، وللهجرة التي كان يقوم بها العلماء، ولكن لأنه أولُ قاضٍ شافعي وُلي قضاء الشام، وكان القاضي قبل ذلك أوزاعياً، فقد عمل بنفوذه على إحلال ذلك المذهب محل مذهب الأوزاعي، وكان يشجع على حفظه ومعرفته بالهبات، فقد رُوي أنه كان يهب لمن يحفظ مختصر المزنيِّ منه مئة دينار. وبتوالي القضاة الشافعيين على الشام أخذ مذهب الأوزاعي في الانقراض، ومذهب الشافعي في الغلب، ولم يتم له الغلب في حياة أبي زرعة، بل في عهد من جاءوا بعده من القضاة، فقد استمر مذهب الأوزاعي مع أن القضاء أُخذ منه، وكان له مكانته في نفس الشعب الشامي، حتى لقد كان له مُفتون، وإن لم يكن له في آخر الأمر قضاة، فقد رُوي أنه في سنة 347 هـ مات مفتي دمشق على مذهب الأوزاعي أبو الحسن أحمد بن سليمان بن حذلم، وكانت له حلقة كبيرة بالجامع، ويظهر أنه آخرُ مفتٍ لمذهب الأوزاعي، ومن هذا يُفهم أن مذهب الأوزاعي كان بالشام إلى منتصف القرن الرابع الهجري، وأنه لم تتم الغلبة للمذهب الشافعي إلا عند ذلك.

### انتشاره في العراق
كان لمذهب أبي حنيفة مكانُه عند خلفاء بني العباس، لأن القضاة كانوا من المذهب الحنفي منذ أن ولَّى الخليفة هارون الرشيد القاضي أبا يوسف الحنفي خطة القضاة. ومع ما كان لمذهب أبي حنيفة من مكان بالعراق لهذه الرياسة، ولأنه موطن أبي حنيفة ومقامه، كان لمذهب الشافعي أيضاً مكان لتلاميذ الشافعي الأولين به، ولهجرة كثيرين من أصحاب الشافعي إلى العراق، ولأن بغداد كانت حاضرة العالم الإسلامي، فكان العلماء يفِدون إليها من كل المذاهب ومختلف الآراء، لذلك كلِّه تزاحم المذهب الشافعي ومذهب أبي حنيفة، وكانت له بجواره كثرة، وإن لم يكن معتنقوه هم الأكثر، ولكن كان كثيرون من أهل بغداد فيهم تعصب شديد لمذهب أبي حنيفة، حتى إن الخليفة القادر بالله ولى عهد القضاء قاضياً شافعياً، فثار أهل بغداد وانقسموا حزبين: حزب لا يؤيد التعيين وهو الأكثر، وحزب يناصره وهم الأقل عدداً، ووقعت الفتن بينهما، فاضطر الخليفة لإرضاء الأكثرين، وعزل القاضي الشافعيَ وأحل محله حنفياً، وكان ذلك في أواخر القرن الرابع الهجري. ومهما يكن من الأمر فقد كان لمذهب الشافعي مكانٌ ببغداد، ولعلمائه منزلة، ولئن بُعِّدوا عن الرياسة، فقد سادوا بالعلم حتى كان أكثرُهم في موضع التجلة من الخلفاء، وإن كان القضاء في غيرهم.

### انتشاره في الحجاز وتهامة والأحساء وعسير
يقول تاج الدين السبكي: وأما بلاد الحجاز فلم تبرح أيضاً منذ ظهور مذهب الشافعي، وإلى يومنا هذا في أيدي الشافعية القضاء والخطابة والإمامة بمكة والمدينة، والناس من خمسمائة وثلاث وستين سنة يخطبون في مسجد رسول الله ﷺ، ويصلُّون على مذهب ابن عمه محمد بن إدريس، يقنُتُون في الفجر، ويجهرون بالتسمية، ويفردون الإقامة، إلى غير ذلك، وهو ﷺ حاضر يُبصر ويَسمع، وفي ذلك أوضح دليل على أن هذا المذهب صواب عند الله تعالى.
ويقول أبراهيمُ الإسنويُّ (المتوفى سنة 772 هـ): فإن الشافعي رضيَ الله عنه وأرضاه قد حصل له في أصحابه من السعادة أمورٌ لم تتفق في أصحاب غيره، منها: أنهم المقدمون في المساجد الثلاثة الشهيرة، ومنها: أن الكلمة لهم في الأقاليم الفاضلة المشار إليها، وغالب الأقاليم الكبار العامرة، المتوسطة في الدنيا، المتأصلة في الإسلام، وشعار الإسلام بها ظاهر منتظم، كالحجاز واليمن ومصر والشام والعراق وخراسان وديار بكر وإقليم الروم.
انتشر المذهب الشافعي في تهامة في مكة المكرمة وجنوبيها من بلاد تهامة وكان المذهب السائد فيها.
انتشر المذهب الشافعي في الأحساء (المنطقة الشرقية من المملكة العربية السعودية)، وكذلك في دول الخليج العربي بشكل عام، تبعاً لبلاد فارس التي كانت حاضنة المذهب. وبعد الغزو المغولي والحكم الصفوي، هاجر كثيرٌ من الشافعية من بلاد فارس إلى دول الخليج المجاورة واستقروا بها، ويُعد إقليم الأحساء من أهم التمركزات للشافعية في الجزيرة العربية، واشتهر منهم مجموعة من العلماء.
أما في عسير فإن المذهب الشافعي يكاد يغشى معظم المناطق فيها، وهو المذهب السائد فيها إلى جوار المذهب الزيدي.

### انتشاره في اليمن
كان انتشار المذهب الشافعي في اليمن في بداية القرن الخامس الهجري، أي بعد استقرار المذهب، وللأيوبيين دور كبير في نشر دعائم المذهب باليمن، ولفقهاء الشافعية باليمن جهود مشهورة في خدمة المذهب. انتشر المذهب في مخلاف الجند وصنعاء وعدن ومخلاف تهامة ومخلاف حضرموت، وصار مذهبَ الدولِ السُّنِّيَّةِ التي حكمت اليمن، والتي استقرت فيما يعرف باليمن الأسفل، ويتبع له إقليم حضرموت (جنوب اليمن) الذي انتشر فيه المذهب الشافعي أواسط القرن السابع الهجري، والذي يُعد من أهم الأقاليم التي استمر بها مذهب الشافعي، ويتميَّزُ مجتمعه بالالتزام التام بأحكامه إلى يومنا هذا، وفي عهد الدولة القعيطية (1271 هـ - 1386 هـ)، كُتب مشروعُ قانونٍ للمحاكم الشرعية مستمدٌّ بأكمله من المذهب الشافعي، وتُعد هذه ظاهرةً فريدةً تميز بها هذا القطر.
ويقول تاج الدين السبكي: ومنهم (أي الشافعية) أهلُ اليمن، والغالب عليهم الشافعية، لا يوجد غير شافعي إلا أن يكون بعض زيدية، وفي قوله: «الإيمان يمان والحكمة يمانية» مع اقتصار أهل اليمن على مذهب الشافعي دليلٌ واضحٌ على أن الحق في هذا المذهب المطلبي.

### انتشاره في البحرين وجنوب عُمان
في البحرين: المذهبان السائدان هما المالكية والشافعية.
وفي جنوب عُمان (ظفار): انتشر فيها المذهب الشافعي بحكم مجاورتها لحضرموت اليمن.

### انتشاره في بلاد فارس وخراسان وما ورائهما
دخل المذهب الشافعي بلاد فارس، ويُقال أنه لم يكن بفارس سوى مذهب الشافعي ومذهب داود الظاهري (ظاهرية)، ولم يزالوا شافعيةً أو ظاهريةً، والغالب عليهم ظاهرية، ولكن يظهر أن المذهب الظاهري قد انقرض بعد ذلك، وغلب على المذهب الشافعي المذهبُ الشيعي، فإن فارس اليوم (أي إيران) تعتنق المذهب الإمامي الإثني عشري، وهو مذهب الدولة الرسمي، والقضاء فيها على نظامه.
أما بلاد خراسان وسجستان وما وراء النهر، فقد كان المذهب الشافعي له مكانةٌ فيها، وكان الشافعيون يتناظرون مع غيرهم من أصحاب المذاهب التي كانت تسكن هذه البلاد، وأحياناً كان يصل الخلاف إلى اضطراب، كما كان يقع بينهم وبين الشيعة، أو بعض الحنفية والحنابلة أحياناً. ولقد تضافرت الأسباب لانتشار المذهب الشافعي بهذه البلاد، والأساس والعماد هو علماء المذهب ونشاطُهم، ومحمد بن إسماعيل القفال الكبير الشاسي (المتوفى سنة 365 هـ) هو الذي أدخل ذلك في بلاد ما وراء النهر. ورُوي أن الحافظ عبد الله محمد بن عيسى المروزي هو الذي أظهر مذهب الشافعي بمرو وخراسان بعد أحمد بن سيار، وكان السبب في ذلك أن ابن سيار حمل كتب الشافعي إلى مرو، فأُعجب بها الناس، فنظر عبد الله المروزي في بعضها وأراد أن ينسخها، فلم يمكِّنه ابن سيار، فباع ضيعة له وخرج إلى مصر، فأدرك الربيع وغيره من أصحاب الشافعي، ورجع إلى مرو وابن سيار حيّ، ولقد مات عبد الله المروزي هذا سنة 293 هـ. وبهذا يكون العلماء هم الذين تولوا نشر مذهب الشافعي ونقله إلى الأقاليم، ونقل كتبه إلى الأقاليم الشرقية النائية في ذلك الوقت، وكانوا لا يكتفون بنشره بين العامة، بل يُقنعون الولاة والسلاطين به.

### انتشاره في كردستان وأرمينية والقوقاز وتركستان الشرقية
كردستان هي المناطق التي يقطنها الأكراد، وهي منطقة كبيرة تمتد من شمال العراق وجنوب تركيا وشمال سوريا وغرب إيران، وتصل إلى أرمينية والشيشان وداغستان، وغالبيتهم يتبعون المذهب الشافعي، ولهم جهود جليلة في خدمة المذهب.
وأما أرمينية، فالمذهب الشافعي هو المذهب الغالب فيها، وذلك لأن أغلب مسلميها من أصل كردي.
كما يسود المذهبُ الشافعي لدى المسلمين في منطقة القوقاز (الشيشان)، بينما يشكل أتباع المذهب الحنفي الأكثرية لدى المسلمين في أعماق روسيا وسيبيريا.
وأما داغستان، وهي تقع بين جبال القوقاز وبحر الخزر (بحر قزوين)، فأهلها يتبعون المذهب الشافعي، وكانت لهم هجرات لطلب العلم بمكة، خصوصاً في المرحلة الأخيرة من عمر المذهب.
وأما تركستان الشرقية فقد كان الغالب عليها الشافعية، ثم غلب عليها الحنفية أيام العثمانيين.

### انتشاره في جنوب شرق آسيا والهند
دخل المذهب الشافعي جنوب شرق آسيا قديماً، وهي تشمل: إندونيسيا وماليزيا والفلبين وسيلان وتايلاند وبروناي، وقد رصد ذلك ابن بطوطة (المتوفى سنة 779 هـ) في رحلته حيث يقول: ذِكر سلطانِ الجاوة: وهو السلطان الملك الظاهر، من فضلاء الملوك وكرمائهم، شافعيُّ المذهب، محبٌّ في الفقهاء، يحضرون مجلسه للقراءة والمذاكرة، وهو كثير الجهاد والغزو، ومتواضع يأتي إلى صلاة الجمعة ماشياً على قدميه، وأهل بلاده شافعية محبُّون في الجهاد، يخرجون معه تطوعاً، وهم غالبون على من يليهم من الكفار.
وهذه المناطق قد دخلها المذهب الشافعي عن طريق هجرة الحضارمة الذين هاجروا إلى تلك الأماكن، والأغلبية الساحقة من سكان تلك المناطق متمذهبون بالمذهب الشافعي، ومنذ زمن قديم يرحل أعداد كبيرة من الطلبة الإندونيسيين لطلب الفقه الشافعي، خصوصاً إلى مكة وحضرموت ومصر، ويعد هؤلاء من أهم المجتمعات التي تتبنى المذهب الشافعي، نظراً لكثرة عددهم وعدم وجود مذهب آخر يُنافس المذهب الشافعي.
وينتشر المذهب الشافعي في جنوب الهند (مليبار): وهي الجزء الجنوبي الغربي من الساحل الهندي، وأغلب سكانه من الشافعية، قُدِّر عددُهم بمليون مسلم، وكانت لهم هجرات لطلب العلم إلى مكة المكرمة.

### انتشاره في المناطق الإفريقية الشرقية
انتشر المذهب الشافعي في الصومال وأريتريا وجيبوتي عن طريق اليمنيين الذين هاجروا إلى هذه المناطق بحكم القُرب، وغالبية سكانها شافعية. وقد رصد ذلك ابن بطوطة بقوله: وسافرتُ من مدينة عدن في البحر أربعة أيام، ووصلت إلى مدينة زيلع وهي مدينة البرابرة، وهم طائفة من السودان شافعية المذهب، وبلادهم صحراء مسيرة شهرين: أولها زيلع، وآخرها مقدشو.
وأما أثيوبيا (الحبشة) فبها قسم كبير من الشافعية، خصوصاً في القسم الجنوبي منها المتاخمِ للصومال، واشتهر منهم مجموعة من العلماء.
وأما السواحل الشرقية الإفريقية (وهي تنزانيا وكينيا وأوغندا وجزر القمر ومدغشقر) فقد وصل المذهب الشافعي إليها مبكراً في القرن الرابع الهجري تقريباً عبر اليمن، ولا يزال المذهب الشافعي هو السائد في بلاد شرقي إفريقية اليوم. وقد رصد ذلك ابن بطوطة حيث يقول: ثم ركبت من مدينة مقديشو متوجهاً إلى بلاد السواحل قاصداً مدينة «كلوا» من بلاد الزنوج، فوصلنا إلى جزيرة مَنْبَسَى وهي كبيرة، وهم شافعية المذهب).